# 梁歯目
梁歯目（りょうしもく）、別名ドコドン目（Docodonta）は、絶滅した哺乳形類（広義の哺乳類）であり、中生代中期から後期に栄えた。最大の身体的特徴は発達した大臼歯であり、目の名前もここから来ている。多くはローラシア大陸（今日の北アメリカ、ヨーロッパおよびアジア）で見られるが、ゴンドワナ大陸（今日のインドおよび南半球）で見られるものもある。
梁歯目の正確な系統発生学的位置は、使用した方法に依存する。伝統的な見方では、梁歯目は異獣亜綱の側系統群とされる。
梁歯目の多くは草食、昆虫食だったと考えられているが、カストロカウダ属は、その歯の形から魚を食べていたと考えられている。